# 呉道玄

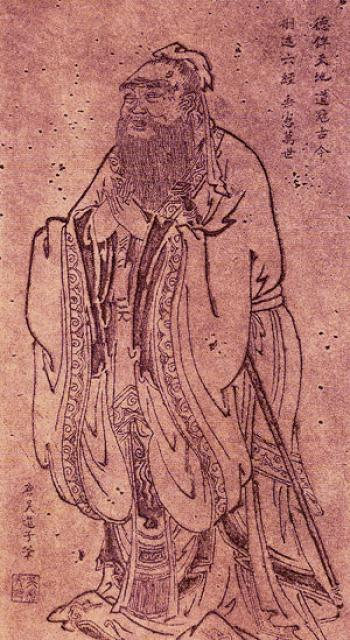
孔子像

呉道玄（ご どうげん、生没年不詳）は、唐代玄宗朝に仕えた画家。山水画の画法に変革をもたらした。その画は、後世からも高く評価され、中国、日本の画家に多大な影響を与えた。初名は呉道子（ご どうし）。

## 来歴・人物
陽翟（河南省禹州市）の出身。酒を好み、筆を振るう時には、必ず酒を飲んだ。書を張旭や賀知章に学んだが、大成しなかった。その筆跡は、薛稷に似ていたと伝わる。
そのため、絵画を学び達し、韋嗣立に仕え、小吏（胥吏）となり、その関係により、蜀道の山水を写しとった。そこで、山水画の新たな画法を創出し、一家をなした。兗州瑕丘県の県尉となった後、玄宗により、宮中に召され、名を「道玄」と改めた。内教博士を授けられ、詔が無ければ、画くことができない立場となった。官位は、寧王・李憲の友（従五品下）まで進んだ。
開元13年（725年）、玄宗の泰山封禅に同道し、そこで、張旭と剣舞の達人である裴旻と会った。また、裴旻により、洛陽の寺社における鬼神壁画の製作を依頼され、「私の画筆は長く行っていない。もし、頼みたいとあれば、剣舞を見せてくれ」と答え、この時に見た剣舞により、筆がさらに進んだと伝わっている。この時、韋無忝・陳閎とともに「金橋図」を描き、「三絶」と称された。
天宝年間に、玄宗によって、蜀道の嘉陵江水の写実を命じられた。呉道玄は、画稿を用いずに、眺めて心にとどめ置き、後に、大同殿にそれを描く詔があった際には、蜀道嘉陵江三百余里の山水を、一日にして描き終わった。玄宗は、また、山水画の名手とうたわれた李思訓に命じて、大同殿に描かせたところ、数か月かかった。玄宗は、「李思訓の数月の功、呉道子の一日の迹、みなその妙を極めり」と評したと伝えられる。
その活動は、開元10年（722年）から、天宝8載（749年）の洛陽・玄元皇帝の五聖廟の描画まではっきりしている。また、洛陽・長安の諸寺に壁画300間余を描いており、段成式の「酉陽雑俎」で何度もその壁画に関する描写がなされている。呉道玄は、筆と墨だけで描き上げ、彩色は弟子が行った。特に地獄図が得意であった。
また、玄宗に命じられ、鍾馗の画像を描き、この画をもとに、全国で魔払いが行うように命じる告知が出されている。また、仏教にも熱心で、常に金剛経を所持していたと伝えられる。
老年期のエピソードと思われるものに、天宝年間に、呉道玄と同等の名声のあった画家の楊庭光が、呉道玄の肖像画を本人に黙って、衆人の前で描き、呉道玄を呼んで見せつけた。呉道玄は驚いて、『老夫衰醜、何を用ってか之を図す』と楊庭光に言った」といったものが残っている。

## 評価
呉道玄の画は、物･仏像･鬼神･禽獣･山水･台殿･草木、全てのジャンルにおいて、絶大な評価を受け、唐代第一と称せられた。
同時代の張懐瓘からも、「筆を下せば神有り。これ張僧繇の後身なり」と評されており、晩唐の張彦遠は、「歴代名画記」において、これを是とした上で、顧愷之、陸探微と比べ、ただ一人、同等の評価を示し、張僧繇の上位においている。また、張彦遠は、「唯だ呉道玄の迹のみ、六法倶に全く、万象必ず尽し、神人手を仮し、造化を窮極すと謂いつべし」とまで絶賛している。「山水の変（山水画の画法の変革）は呉道玄に始まり、李思訓、李昭道父子に成る」とし、画の六法の変革者と位置づけ、「画聖」と評している。
また、同じく晩唐の朱景玄も「唐朝名画録」において、第一位の「神品上」にただ一人評価している。段成式も呉道玄の壁画を称える「呉画連句」を作成し、絶賛している。
その画法は、線に抑揚や強弱をつけることで、躍動感や立体感を出すもので、六朝時代の画法を脱するものであり、後世の画法に大きな影響を与えた。しかし、現在ではその真蹟は残っていないとされる。

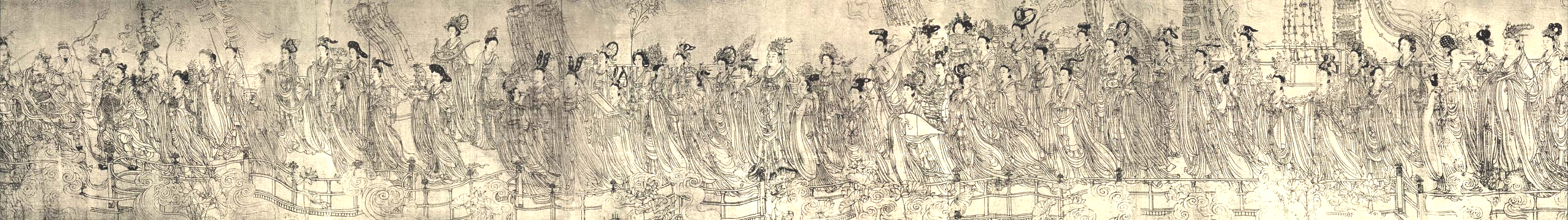
八十七神仙図巻

## 同時代の画家
- 楊庭光

呉道玄と同等の名声を得ていた。仏像画、仙人画、包丁画や山水画に長け、画筆が呉道玄に似ていた。やや、筆跡が細やかだったが、その仏像画は呉道玄に劣らなかったと評される。「唐朝名画録」では、第六位「妙品下」に評価されている。
- 韋無忝

京兆の出身。唐朝において、左武衛将軍に任じられた。馬や獣を描くのに長けていた。彼の獅子の画は、百獣をおののかせたと伝わる。晩唐にもその画は称えられた。呉道玄と合作した「金橋図」でも、獣の画を担当した。「唐朝名画録」では、第四位「妙品上」に評価されている。
- 陳閎

会稽の出身。永王府の長吏に任じられた。人物画にすぐれており、開元年間に宮廷に入り、玄宗の肖像画を描いていた。勅命により、多くの作品を手がけ、粛宗の肖像画も描き、晩唐にもその画は称えられた。呉道玄と合作した「金橋図」では、玄宗肖像画と乗馬・照夜白の画を担当した。「唐朝名画録」では、第五位「妙品中」に評価されているが、人物画は「神品」であるとされる。

## 呉道玄の弟子
- 翟琰

呉道玄は筆で描き上げると、そのまま立ち去ったので、翟琰と張蔵が彩色を行った。その彩色の濃淡は常に的確なものであった。
- 張蔵

構図は粗いが、明快で、構想が豊富であった。10間の寺院壁画を十日以内に描き上げるほどであったが、画法については、呉道玄に全く及ばなかった。「細画」に長けていたと伝えられる。
- 李

名は伝わっていない。地獄や仏像を描くのに長けていた。その画は、呉道玄に似ていたが、少し劣っていた。
- 盧稜伽

その画は呉道玄に似ていたが、才に限界があった。細画を得意とし、狭い画面に山水や細かいものをよく描いた。呉道玄を真似て、荘厳寺の三門に壁画を描き、非常に出来がよかった。呉道玄はこれを見て驚き、「（盧稜伽の）筆力は普段は自分に及ばないのに、私に匹敵するものを描いきあげた。（盧稜伽の）精魂はこれで尽きてしまった」と言った。その後、1か月ほどで、死去したと伝わる。「唐朝名画録」では、第六位「妙品下」に評価されている。